# Смагин, Владимир Петрович
Владимир Петрович Смагин (род. 24 августа 1947) — советский хоккеист, нападающий, мастер спорта СССР международного класса. Заслуженный тренер России.

## Биография
Участник юношеского чемпионата СССР 1963/64 в составе СК им. Урицкого (Казань). Начинал играть в низших лигах за «Спутник» Нижний Тагил (1965/66) и «Звезду» Чебаркуль (1966/67 — 1968/69). В чемпионате СССР выступал за команды «Сибирь» Новосибирск (1969/70), ЦСКА (1970/71), «Торпедо» Горький (1971/72 — 1973/74), «Химик» Воскресенск (1974/75 — 1979/80). Завершал карьеру в команде «Торпедо» Тольятти (1980/81 — 1982/83).
Тренер команд «Кедр» Томск (1985/86 — 1986/87, 1988/89 — 1992/93), «Прогресс» Глазов (1987/88).